# La Savine
La Savine ist ein Wohnviertel im 15. Arrondissement der südfranzösischen Stadt Marseille.
Es liegt auf einer Anhöhe im Norden der Stadt und wird geprägt von Hochhäusern, die als Sozialbauten errichtet wurden.
Das Viertel wird überwiegend von Einwanderern bewohnt und ist ein sozialer Brennpunkt der Stadt.

## Film
- Mathias Werth: "Hier kommst du nicht mehr raus", Weltspiegel-Reportage, 29 min., Das Erste, 9. Dezember 2016

Koordinaten: 43° 22′ 7,4″ N, 5° 22′ 10,4″ O